# Boxholm II
Die Boxholm II ist ein schwedisches Dampfschiff. Das holzbeheizte Schiff ist eines der ältesten in Schweden und verkehrt auf dem See Sommen. Es wurde 1904 in Kristianstad in Südschweden auf der Werft Ljunggrens Mek. Verkstad erbaut, die von 1861 bis 1925 in Kristianstad tätig war und alles von Balkongeländern und Tresoren bis hin zu Brennereien und Dampflokomotiven herstellte. Später wurde die Boxholm II in Einzelteile zerlegt und ins småländische Hochland verfrachtet, wo sie schließlich am See Sommen zusammenmontiert wurde.
Auf dem weit verzweigten, circa 130 km² großen See Sommen, fuhr die Boxholm II in den ersten Jahren als reines Lastschiff für die Sägewerke und bugsierte Baumstämme über das Wasser zu den Sägewerken. Den Schlepphaken kann man heute noch auf dem Deck erkennen. 
1922 wurden erste Sitzplätze eingebaut, damit den Bauern, die rund um den See wohnten und arbeiteten, die Gelegenheit gegeben werden konnte, zu den Wochenmärkten zu gelangen, um Erzeugnisse zu verkaufen und zu erwerben. Diese Funktion, als Fracht- und Passagierschiff, hielt mehrere Jahrzehnte an, bis die Boxholm II im Jahr 1966 komplett in den Passagierdienst trat. Insgesamt können bis zu 70 Passagiere an Bord Platz finden.
Die Boxholm II verkehrt nur in den Sommermonaten und kann neben einem festen Programm für Chartertouren und Ausflugsfahrten gebucht werden. In Erinnerung an alte Zeiten gibt es ab Mitte Juli und Anfang August an Freitagen Tagtouren aus den anliegenden Orten zum Wochenmarkt in Tranås und wieder zurück. Neben Naturbeobachtungsfahrten gibt es Lunch-, Käsekuchen-, Geschichtenerzähl- und einfache zweistündige Dampfschifftouren. Ansonsten gibt es an Bord keine Verpflegung, diese wird jedem Gast empfohlen, selber mitzubringen. Eine Toilette steht hinter dem Steuerstand zur Verfügung. Gesessen wird in gepolsterten Reihen, auch Decken zum Wärmen stehen zur Verfügung. Bei schlechterem oder windigem Wetter werden Holzbekleidungen als Außenwände heruntergeklappt.
Seit 2014 steht das Schiff unter Denkmalschutz und gilt als kulturhistorisch besonders wertvoll. Ein 500 Mitglieder starker Verein ermöglicht der Reederei S/S Boxholm II die zusätzliche Unterstützung für den Betrieb des Schiffes, die im Jahre 2022 73 Fahrten unternahm. Der Heimathafen ist in Tranås.
Die Boxholm II ist 20,6 Meter lang, 4,75 Meter breit und hat einen Tiefgang von 2 Metern. Sie wiegt 45 Tonnen und hat einen Stahlrumpf. 85 PS erzeugt der 7,5 kg dampfdruckstarke Kessel schottischen Typs. Der Propeller dreht sich mit 160 bis 180 Umdrehungen in der Minute. Die maximale Geschwindigkeit beträgt 9 bis 10 Knoten, im Durchschnitt fährt sie 7 Knoten.
Die Maschine ist im Originalzustand, der Kontakt zwischen dem Kapitän und dem Maschinisten läuft per Maschinentelegraf ab, also wie vor hundert Jahren. Der enge Heiz- und Maschinenraum ist durch Luken von oberhalb einsehbar und kann auf Nachfrage beim Maschinisten betreten werden. Dieser kann auch bei der Arbeit beobachtet werden, wenn er regelmäßig die einen Meter langen Holzscheite zur Befeuerung der Maschine nachlegt. Insgesamt, bei normaler Fahrt, wird bis zu einem halben Kubikmeter Holz pro Stunde verfeuert, welches im Maschinenraum in jeder Ecke gestapelt ist.